# Mare chiuso
Mare chiuso è un film documentario del 2012 diretto da Stefano Liberti e Andrea Segre.

## Trama
Tra la primavera del 2009 e l'estate del 2010, più di duemila migranti africani sono stati intercettati nelle acque del Mediterraneo e respinti in Libia dalle forze dell'ordine italiane a seguito degli accordi intercorsi tra Gheddafi e Berlusconi.
Le imbarcazioni provenienti dalla costa africana venivano sistematicamente ricondotte in territorio libico e i migranti rilasciati nelle mani della polizia libica, che ha esercitato varie forme di abuso e violenze destinando tutti i clandestini alla detenzione.
Nel marzo 2011, lo scoppio della guerra in Libia ha permesso la fuga dalle carceri a migliaia di migranti, tra i quali anche profughi etiopi, eritrei e somali che erano stati respinti dalle autorità italiane, trovando rifugio nel campo UNHCR di Shousha in Tunisia, dove raccontano la loro esperienza di fronte alla telecamera degli autori.

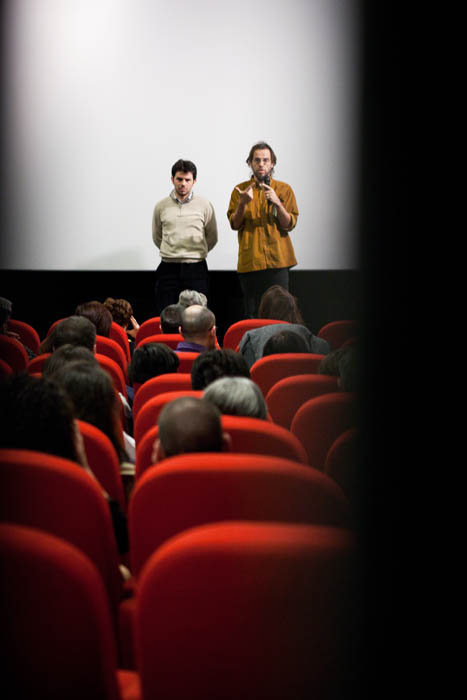
Il regista durante una presentazione del film (2012).

## Produzione
Il regista del film Andrea Segre ha dichiarato di aver scelto il tema dei respingimenti degli immigrati provenienti dalla Libia perché il nostro Paese ha raggiunto in tale circostanza uno dei punti più bassi di inciviltà. Le politiche della sicurezza che ammettono i respingimenti - ha proseguito Segre - hanno registrato un elevato grado di consenso sociale a cui ha fatto da ulteriore amplificatore la censura dei media, che nella maggior parte dei casi hanno preferito il silenzio.

## Distribuzione
Il film è uscito al cinema il 15 marzo 2012.

## Riconoscimenti
Nel 2012, il documentario ha vinto il Premio Vittorio De Seta al Bif&st di Bari, consegnato dal presidente di giuria Gianni Minà.